# Karl Weissbach
Karl Weissbach (né le 8 avril 1841, mort le 8 juillet 1905 à Dresde) est un architecte saxon de l'époque impériale.

## Carrière

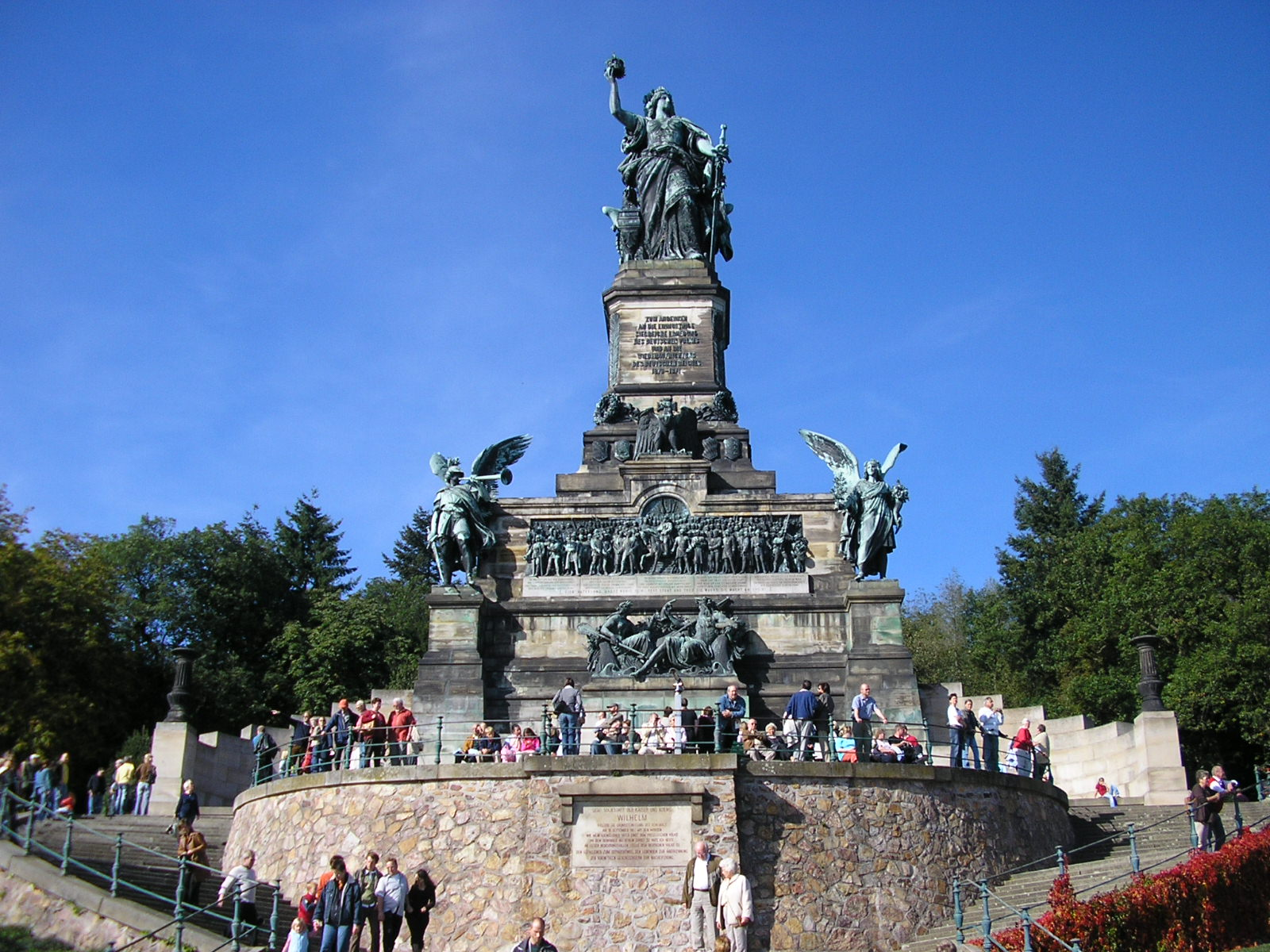
Le monument de Niederwald.

Karl Weissbach était professeur d'architecture à l'établissement d'enseignement supérieur technique à Dresde.

## Œuvres
Ses travaux principaux sont :
- L'église russe de Dresde (1872-1874)
- Niederwalddenkmal près de Rüdesheim am Rhein (1877-1883)

## Œuvres didactiques
Il est connu en tant qu'auteur de différents ouvrages spécialisés
- Handbuchs der Architektur ("Manuel de l'architecture")
- Das Arbeiterwohnhaus: Anlage, innere Einrichtung und künstlerische Ausgestaltung ("le logement du travailleur : annexe, installation interne et arrangement artistique")
- Arbeiterkolonien und Gartenstädte ("colonies ouvrières et villes de jardin")